# Las Joyas, San Luis Potosí
Las Joyas är en ort i Mexiko.   Den ligger i kommunen Xilitla och delstaten San Luis Potosí, i den centrala delen av landet, 220 km norr om huvudstaden Mexico City. Las Joyas ligger 940 meter över havet och antalet invånare är 190.
Terrängen runt Las Joyas är kuperad västerut, men österut är den bergig. Terrängen runt Las Joyas sluttar brant österut. Runt Las Joyas är det ganska tätbefolkat, med 90 invånare per kvadratkilometer. Närmaste större samhälle är Villa Terrazas, 17,3 km öster om Las Joyas. I omgivningarna runt Las Joyas växer i huvudsak städsegrön lövskog.